# Мајкоп
Мајкоп (рус. Майко́п) град је у Русији и административно средиште републике Адигеје. Налази се на обалама реке Белаје, притоке реке Кубања. Мајкоп је удаљен 1669 km од Москве на југ. 
Према попису становништва из 2010. у граду је живело 144.246 становника.
Основан је 25. маја 1857, као руско војно утврђење. Градски статус има од 1870.
За време Другог светског рата Нацистичка Немачка га је окупирала у периоду од 9. августа 1942. до 29. јануара 1943. године.
Данас у граду постоји универзитет, један технички универзитет, и још неколико образовних институција. Главне привредне гране везане су за прераду хране и за индустрију дрвета.
Мајкопска култура из раног бронзаног доба је именована према овом граду, јер су у близини овог града открили краљевске гробнице.

## Географија
Површина града износи 58,62 km².

## Становништво
Према прелиминарним подацима са пописа, у граду је 2010. живело 144.246 становника, 12.685 (8,08%) мање него 2002.
| 1939.  | 1959.  | 1970.   | 1979.   | 1989.   | 2002.   | 2010.   |
| ------ | ------ | ------- | ------- | ------- | ------- | ------- |
| 55.871 | 82.135 | 110.212 | 127.828 | 148.608 | 156.931 | 144.246 |

Најбројније етничке групе су: Руси, Адигејци и Јермени.